# 菅原輔正
菅原 輔正（すがわら の すけまさ）は、平安時代中期の公卿・学者。右中弁・菅原淳茂の孫。勘解由長官・菅原在躬の長男。官位は正三位・参議、贈正二位。

## 経歴
村上朝の天暦4年（950年）文章得業生に補されると、課試を経て、正暦9年（955年）刑部少丞に任ぜられる。式部丞を務めた後、天徳4年（960年）従五位下・民部少輔に叙任される。 
式部少輔・左衛門権佐を経て、康保3年（966年）従五位上・権右少弁に叙任されると、康保5年（968年）右少弁、安和2年（969年）左少弁、天禄元年（970年）正五位下、天禄2年（971年）右中弁、天禄3年（972年）従四位下、天禄4年（973年）権左中弁、貞元2年（977年）従四位上、貞元3年（978年）左中弁と、村上朝末から円融朝半ばにかけて約15年に亘って弁官を務めながら順調に昇進した。またこの間、春宮・師貞親王の東宮学士や文章博士を兼帯している。
天元4年（981年）大宰大弐に任ぜられて弁官の職を離れるが、早くも翌天元5年（982年）正四位下・式部権大輔に叙任されて京官に復す。一条朝に入ると正暦2年（991年）式部大輔を経て、正暦3年（992年）従三位に任ぜられ公卿に列した。長徳2年（996年）72歳にして参議に任ぜられ、菅原氏としては道真以来約100年ぶりの議政官の座に就く。長保5年（1003年）正三位に昇叙されるが、寛弘5年（1008年）参議を辞してのち式部大輔のみを帯びた。
寛弘6年（1010年1月）12月24日薨去。享年85。最終官位は前参議正三位式部大輔。以降、菅原氏からの公卿は200年以上途絶えた。没後北野神社の摂社に祭られ、寿永3年（1184年）には正二位を追贈されている。

## 官歴
注記のないものは『公卿補任』による。
- 天暦4年（950年） 文章得業生
- 天暦5年（951年） 正月30日：播磨権少掾
- 正暦8年（954年） 10月27日：課試
- 正暦9年（955年） 正月：判。閏9月：刑部少丞
- 正暦11年（957年） 正月27日：式部少丞
- 天徳2年（958年） 閏7月22日：式部大丞（弘親卒替）
- 天徳4年（960年） 正月7日：従五位下（策）。2月19日：但馬権守。4月22日：民部少輔
- 応和元年（961年） 10月13日：式部少輔
- 応和3年（963年） 正月28日：左衛門権佐
- 応和4年（964年） 4月1日：次侍従
- 康保2年（965年） 正月17日：止次侍従（依国府前使也）
- 康保3年（966年） 正月7日：従五位上（策）。正月27日：権右少弁
- 康保4年（967年） 9月1日：東宮昇殿
- 康保5年（968年） 2月5日：右少弁。12月18日：大学頭
- 安和2年（969年） 6月23日：左少弁。8月13日：東宮学士（春宮・師貞親王）。9月2日：昇殿
- 天禄元年（970年） 8月5日：文章博士。11月20日：正五位下（弁労）
- 天禄2年（971年） 正月29日：越前介。12月15日：右中弁
- 天禄3年（972年） 正月7日：従四位下（弁功労）。閏2月29日：美作権守
- 天禄4年（973年） 7月22日：権左中弁（学士博士如元）
- 貞元2年（977年） 8月2日：従四位上（造宮行事）。12月10日：周防権守
- 貞元3年（978年） 10月17日：左中弁
- 天元2年（979年） 10月17日：昇殿（石清水行幸行事以下加階聴昇殿）
- 天元4年（981年） 正月29日：大宰大弐。2月17日：昇殿
- 天元5年（982年） 正月7日：正四位下（弁労）。3月5日：式部権大輔
- 永観2年（984年） 8月27日：以本宮侍臣昇殿（但身在任所）。9月14日：聴雑袍
- 寛和2年（986年） 6月22日：止昇殿（譲位）
- 正暦2年（991年） 4月26日：丹波権介。5月2日：昇殿。5月21日：式部大輔
- 正暦3年（992年） 2月15日：従三位（持朱雀院御骨賞）、式部大輔如元
- 正暦4年（993年） 正月13日：兼越前権守
- 長徳2年（996年） 4月24日：参議、式部大輔越前権守如元
- 長徳3年（997年） 日付不詳：兼大和権守
- 長保元年（999年） 閏3月5日：兼太皇太后宮権大夫（太皇太后・昌子内親王）。12月7日：止大夫（依太皇太后宮崩御）
- 長保2年（1000年） 正月17日：兼近江守
- 長保5年（1003年） 正月30日：兼備中権守。11月5日：正三位
- 寛弘5年（1008年） 正月：兼三河守。2月7日：止参議、式部大輔如元
- 寛弘6年（1009年） 12月24日：薨去（前参議正三位式部大輔）
- 寿永3年（1184年） 3月：贈正二位（現神北野宰相殿是也）

## 系譜
「菅原氏系図」『群書類従』巻第63所収による。
- 父：菅原在躬[1]
- 母：菅原景行の娘[1]
- 生母不詳の子女
  - 男子：菅原為理
  - 男子：菅原為忠
  - 男子：菅原為紀（957-1002）
  - 男子：菅原修成
  - 男子：菅原忠貞
  - 男子：菅原良正
  - 女子：菅原芳子[2] - 藤原頼任室、後一条天皇乳母